# Crambus watsonellus
Crambus watsonellus là một loài bướm đêm trong họ Crambidae.